# Contagion Max
Contagion Max is een studioalbum van Arena.
Het album Contagion werd in 2003 uitgegeven via een niet gangbare constructie. Bij aanschaf kocht men het album, waarin nog ruimte was voor twee aanvullende ep’s Contagious en Contagium, die later volgden. De splitsing werd gemaakt door de band, het album was de muziekkeus van de band, de ep’s bevatte materiaal dat overbleef maar waarvan onder andere de Nederlandse fanclub The Cage nog vond dat ze uitgegeven moest/kon worden. Door die ingewikkelde constructie kwam er vrijwel direct na uitgifte van allerdrie schijfjes het verzoek of een en ander niet gebundeld kon worden tot één dubbelalbum. Daarbij was de band dan ook in de gelegenheid het album uit te geven zoals het oorspronkelijk bedoeld was/leek. De band gaf gehoor aan het verzoek, maar fans moesten vervolgens elf jaar wachten op het resultaat. Er werd gedurende die tijd nog flink gesleuteld en de bandleden waren steeds op tournee (als band of als soloartiest). 

## Musici
- Rob Sowden – zang
- John Mitchell – gitaar, achtergrondzang
- Ian Salmon – basgitaar
- Clive Nolan – toetsinstrumenten, achtergrondzang
- Mick Pointer – slagwerk

## Muziek
| Nr. | Titel                                           | Duur |
| --- | ----------------------------------------------- | ---- |
| 1.  | Witch hunt (Nolan)                              | 4:17 |
| 2.  | An angel falls (Nolan, Mitchell)                | 1:14 |
| 3.  | Painted man (Nolan, Pointer)                    | 4:38 |
| 4.  | Vanishing act (Nolan)                           | 4:11 |
| 5.  | The way madness lies (Nolan, Pointer)           | 3:31 |
| 6.  | The hour glass (Nolan)                          | 5:58 |
| 7.  | Bitter harvest (Nolan, Mitchell, Pointer)       | 2:50 |
| 8.  | I spy (Nolan)                                   | 2:33 |
| 9.  | Never ending night (Nolan, Mitchell, Pointer)   | 3:11 |
| 10. | Spectre at the feast (Nolan, Mitchell, Pointer) | 5:34 |
| 11. | Skin game (Nolan, Mitchell, Pointer)            | 4:43 |

| Nr. | Titel                                        | Duur |
| --- | -------------------------------------------- | ---- |
| 1.  | Salamander (Nolan)                           | 4:00 |
| 2.  | On the box (Nolan)                           | 2:30 |
| 3.  | Tsunami (Nolan, Pointer)                     | 2:30 |
| 4.  | On the edge of despair (Nolan)               | 5:40 |
| 5.  | City of lanterns (Nolan, Mitchell)           | 1:22 |
| 6.  | Riding the tide (Nolan)                      | 4:24 |
| 7.  | Contagious (Nolan)                           | 4:07 |
| 8.  | March of time (Nolan)                        | 7:29 |
| 9.  | Mea culpa (Nolan)                            | 3:45 |
| 10. | Cutting the cards (Nolan, Mitchell, Pointer) | 4:41 |
| 11. | Confrontation (Nolan, Mitchell, Pointer)     | 5:05 |
| 12. | Ascencion (Nolan, Mitchell, Pointer)         | 4:34 |